# Rekreator
Rekreator (ang. Recreator lub Cloned: The Recreator Chronicles) – amerykański thriller science-fiction. Film opowiada trójce przyjaciół, którzy wybierają się pod namiot i w okolicach odkrywają laboratorium.

## Fabuła
Troje przyjaciół podczas kempingu natyka się na sekretne laboratorium tajemniczego naukowca z pasją klonowania. Dzieciaki spotykają swoje klony, które są od nich szybsze i silniejsze. Tracy, Craig i Derek zostają uwięzieni przez swoje duplikaty a ich jedyną szansą jest przechytrzenie kopii i ucieczka zanim zostaną zastąpieni.

## Obsada
- Stella Maeve – Tracy/Tracy 2
- Alexander Nifong – Craig/Craig 2
- J. Mallory-McCree – Derek/Derek 2
- Laura Moss – Elizabeth Miller/Liz 2
- John de Lancie – Doktor Frank Miller/Frank 2